# Antonio Piedra
Antonio Piedra Pérez (Sevilla, 10 de octubre de 1985) es un ciclista español. Es original del barrio sevillano de Heliópolis y estudió en el Colegio Alemán Alberto Durero de Sevilla.[cita requerida]
Fue profesional desde 2007, cuando debutó en el equipo Fuerteventura-Canarias Team, hasta 2017. Actualmente se encuentra cursando estudios de Ingeniería industrial en la ETS de Ingeniería de la Universidad de Sevilla.

## Trayectoria
En 2008 fichó por el equipo Andalucía-Cajasur. Con este equipo corrió las Vueltas a Españas de 2008, 2009, 2010 y 2011, siendo en todas ellas un corredor combativo, metiéndose en la fuga cada semana y ganando varios premios al ciclista más luchador. Su única victoria con este equipo, fue una etapa de la Vuelta a Portugal en 2009.
En septiembre de 2011 se hizo oficial su fichaje por el conjunto navarro Caja Rural. Fue en este equipo cuando empezó a destacar más en su carrera y cuando logró sus mayores éxitos.
Su gran momento llegó en la Vuelta a España 2012, el 2 de septiembre. La etapa salía de La Robla y terminaba en los Lagos de Covadonga. Antonio Piedra se metió en la escapada del día, que compartía con David De la Fuente, su compañero de equipo, Rubén Pérez Moreno, Vicente Reynés, Kevin Seeldrayers, Pablo Lastras y Andréi Kashechkin.
La escapada fue buena y cogió mucha ventaja, por lo que se sabía que iba a llegar. Al comienzo de la subida a los Lagos, Piedra atacó y cogió mucha ventaja sobre sus perseguidores. Así, el Caja Rural, de la mano de Antonio Piedra, volvía a alzar los brazos en la Vuelta. Antonio Piedra dijo al terminar la etapa que era "El día más grande de su vida" y que "Esto compensaba todos los sacrificios". Así mismo, ese año también conquistó el Tour de los Fiordos.
El 5 de marzo de 2015 anunció su retirada del ciclismo tras ocho temporadas como profesional y con apenas 29 años de edad. Sin embargo en la temporada 2016 retornó al profesionalismo de la mano del equipo brasileño Funvic Soul Cycles-Carrefour. Antonio debutará con su nuevo equipo en la Tropicale Amissa Bongo.

## Palmarés
2009
- 1 etapa de la Vuelta a Portugal

2012
- Rogaland G. P.
- 1 etapa de la Vuelta a España

## Resultados en Grandes Vueltas
| Carrera | Carrera         | 2007 | 2008 | 2009 | 2010  | 2011 | 2012 | 2013  | 2014 | 2015 | 2016 | 2017 |
| ------- | --------------- | ---- | ---- | ---- | ----- | ---- | ---- | ----- | ---- | ---- | ---- | ---- |
|         | Giro de Italia  | —    | —    | —    | —     | —    | —    | —     | —    | —    | —    | —    |
|         | Tour de Francia | —    | —    | —    | —     | —    | —    | —     | —    | —    | —    | —    |
|         | Vuelta a España | —    | —    | 78.º | 105.º | 72.º | 84.º | 109.º | 99.º | —    | —    | —    |

—: no participa

Ab.: abandono

## Equipos
- Fuerteventura-Canarias Team (2007)
- Andalucía-Cajasur (2008-2011)
- Caja Rural (2012-2014)
- Funvic Soul Cycles-Carrefour (2016)
- Manzana Postobón Team (2017)